# Bálint Csanád
Bálint Csanád (Kassa, 1943. szeptember 24. –) Széchenyi-díjas magyar régész, a Magyar Tudományos Akadémia rendes tagja. Kutatási területe a kora középkor régészete. Szélesebb ismertséget a nagyszentmiklósi kincs kutatási eredményeinek feldolgozásával kapcsolatban szerzett. 1994 és 2012 között az MTA Régészeti Intézete igazgatója. Bálint Alajos (1902–1983) régész, múzeumigazgató fia.

## Életpályája
1961-ben Szegeden érettségizett, az Eötvös Loránd Tudományegyetem Bölcsészettudományi Karán 1966-ban szerzett régész és történelem szakos középiskolai tanári diplomát. Tanárai közül László Gyula és Bóna István volt rá hatással, később sokat tanult Czeglédy Károlytól. 1966-1967-ben a poitiers-i Centre d’Études Supérieurs de Civilisation Médiévale ösztöndíjasa volt. 1967-ben a szegedi Móra Ferenc Múzeumban segédmuzeológus, 1971-1974 között az Eötvös Loránd Tudományegyetem Régészeti Tanszékén aspiráns volt. 1974-ben az MTA Régészeti Intézete tudományos munkatársa, később főmunkatársa, majd csoportvezetője lett. 1994-2012 között az intézet igazgatója volt, azóta az MTA, ill. 2019 óta: a Bölcsészettudományi Kutatóközpont Régészeti Intézetének professor emeritus-a.
1969-ben az Eötvös Loránd Tudományegyetemen summa cum laude egyetemi doktori fokozatot (régészet), 1976-ban az MTA történelemtudományok (régészet) kandidátusi fokozatát, 1992-ben az MTA történelemtudományok (régészet) doktori fokozatát nyerte el. 2001-ben az MTA levelező, 2010-ben rendes tagjává választották. Az Academia Europaea (London, 2015-), a Reial Acadèmia de Bones Lletres (Barcelona, 2016-), az Accademia di Archeologia, Lettere e Belle Arti (Napoli, 2018-) levelező tagja. A Deutsches Archäologisches Institut (Berlin, 1992-), a volt Istituto Italiano per Medio ed Estremo Oriente (Roma, 1996-2010), az Archeologicky Ústav Slovenské Academie Vied (Nitra, 2002-) levelező tagja.
Az MTA Régészeti Bizottságának tagja (1990-), elnöke (2005-2008), a Magyar Régészeti és Művészettörténeti Társulat tagja (1969), alelnöke (1996-2009), a Pro Archaeologia Hungariae Alapítvány kuratóriumi elnöke (2000-), az MTA Filozófiai és Történettudományok Osztályának alelnöke (2002-2008), a Magyar Bizantinológiai Társaság tiszteletbeli elnöke.
Az MTA Tudományos Minősítő Bizottság kollégiumi tagja (1983-1989),  Felsőoktatási Tudományos Tanács tagja (1996–1997), az Akadémiai Kutatóhelyek Vezetőinek Tanácsa társelnöke (1997-2002), a Nemzeti Kulturális Alap Múzeumi szakkollégiumában miniszteri képviselő (1998–2001), a Korona Bizottság tagja (1999–, megszűnéséről nincsen értesítés), a Nemzeti Kutatási és Fejlesztési Program programtanács, ill. Intéző Tanács tagja (2001–2005), MTA Nemzetközi Kapcsolatok Bizottsága tagja (2001-2008), MTA Vagyongazdálkodási Bizottság tagja (2002-2008), a Magyar Akkreditációs Bizottság plénumának, és különböző bizottságainak elnöke, ill. tagja (2001–2007), MTA Bolyai Ösztöndíj kuratóriumi- (2001-2010), majd kollégiumi tagja (2018-), MTA Elnöki Reformbizottság tagja (2007), az  Avicenna Alapítvány kuratóriumi tagja (2001–2007), az Arany János Közalapítvány a Tudományért kuratóriumi tagja (1998–2004), a Talentis Program díjbizottságának tagja (2003–2009), az OTKA Társadalomtudományi Kollégium elnöke (2008–2014).
Az Európa Tanács IX. Igazgatósága: Archives of European Archaeology bizottság tagja (1998-2000), a European Reference Index for Humanities régészeti paneljének tagja (2004–2005, 2008–2009), az Európa Tanács „Európa közepe 1000 körül” c. kiállításának Programtanács tagja (1998-2004), a Stiftung Eleonora Schamberger (München) kuratóriumának tagja (2007-2017).
Szerkesztőbizottsági tagságok:
Az Enzyklopädie zur Frühgeschichte Europas (Berlin – Poznań) szerkesztőbizottsági titkára (1981-1992), Varia Archaeologica Hungarica alapító szerkesztője (1986-), az Archaeologiai Értesítő szerkesztőbizottsági tagja (1987-1995), az Acta Archaeologica Academiae Scientiarum Hungaricae szerkesztőbizottsági tagja (1998-)

## Munkássága
Fő kutatási területe a Kárpát-medence kora középkori régészete és a VI-X. századi sztyeppei népek kapcsolatrendszere Kínával, Iránnal és Bizánccal. Avarkori és honfoglalás kori leletanyagokat (település, temetők) dolgozott föl két könyvében, másokban az avarok keleti és bizánci kapcsolatait vizsgálta, készített továbbá egy kézikönyvet a kora középkori sztyeppe régészetéről. Doktori munkájában a magyar honfoglalás kori lovastemetkezések kérdéseit, azok típusait és kelet-európai kapcsolatait vizsgálta az akkor elérhető teljes leletanyagra támaszkodva. Kandidátusi értekezésében összeállította és elemezte Dél-Magyarország akkor ismert 10. és 11. századi sírleleteit. Szerepet vállalt az 1980-as évekig alig ismert késő avar kori települések feltárását célul kitűző kutatásokban. Akadémiai doktori értekezését a 6-7. századi kelet-európai sztyeppei nomád hagyaték áttekintésének és szerteágazó kulturális kapcsolatai feltárásának szentelte egy kaukázusi sírlelet (Üč Tepe) kapcsán. Nagymonográfiát írt a nagyszentmiklósi kincsről és ugyanarról egy népszerűsítő könyvet is. Monográfiája jelent meg az avar leletanyag bizánci és itáliai elemeiről. A 2020-as évek első felében Kínának és Bizáncnak a 6-10. századi ázsiai és európai sztyeppei népekkel való kulturális viszonyával foglalkozott.
Igazgatóként nemzetközi kutatók rendszeres részvételével konferenciákat szervezett a Kárpát-medence régészete szempontjából kiemelt fontosságú kérdések megvitatására. Kutatócsoport-, majd intézetvezetőként és doktori témavezetőként fiatal kutatók szakmai indulását támogatta. Az MTA Régészeti Intézet igazgatójaként munkatársaival együtt létrehívta az akkor Közép- és Kelet-Európában első, kizárólag régészeti csontmaradványok vizsgálatára specializálódott genetikai laboratóriumot és két ízben munkaközösségekkel elemezte az archaeogenetika történeti relevanciáját. Számos OTKA pályázatot irányított vezető kutatóként, a legutóbb elnyert pályázata Kína, Bizánc, az ázsiai és európai sztyeppei népek kulturális kapcsolatait vizsgálja összehasonlító módszertannal. Munkái magyar, angol, német, francia, orosz, horvát és szlovák nyelveken jelentek meg. 

## Díjai, elismerései
- Kuzsinszky Bálint-emlékérem (1992)
- Akadémiai Díj (1990)
- Rómer Flóris-díj (2004)
- Ipolyi Arnold-díj (2014)
- Széchenyi-díj (2016)

## Főbb publikációi
- L’archéologie française et les incursions hongroises (1968)
- Kelet-Európa és a Kárpát-medence kora középkori régészete, a honfoglaláskor régészete, a magyar őstörténet és honfoglaláskor pénztörténete (1976, 1980)
- Einige Fragen des Dirhem-Verkehrs in Europa (1981)
- Die Archäologie der Steppe (1989)
- Die Keramik der Saltovo-Majaki Kultur und ihrer Varianten (1990)
- Südungarn im 10. Jahrhundert (1991)
- Die spätawarenzeitliche Siedlung von Eperjes, Kom. Csongrád (1991)
- A koraavarok, Kelet és Bizánc (1994)
- A kora középkori kelet-európai steppe régészete és a 9–10. századi magyarok (1996)
- Der Schatz von Nagyszentmiklós und die bulgarische Forschung (2000)
- A nagyszentmiklósi kincs. Régészeti tanulmányok; Balassi, Bp., 2004 (Varia archaeologica Hungarica)
- Zobrazenie na terči zo Starého Města. In: Fusek, G. (red.): Zborník na počesť Dariny Bialekovej. Nitra, 31-34. (2004)
- A magyarok őstörténete és a honfoglaláskor (2007)
- Genetika és (magyar) őstörténet: a közös kutatás kezdeténél (2008)
- Avar Goldsmiths’ Work from the Perspective of Cultural History (2009)
- Der Schatz von Nagyszentmiklós. Archäologische Studien zur frühmittelalterlichen Metallgefässkunst des Orients, Byzanz' und der Steppe; Balassi, Bp., 2010 (Varia Archaeologica Hungarica)
- "Mi" az avar?; MTA, Bp., 2013 (Székfoglalók a Magyar Tudományos Akadémián)
- A kép – sokféle nézetben; szerk. Bálint Csanád; Archaeolingua Alapítvány, Bp., 2014 (Tudományos témák találkozásai)
- A nagyszentmiklósi kincs; Kossuth, Bp., 2016 (A magyar történelem rejtélyei)
- The Avars, Byzantium and Italy. A study in chorology and cultural history; Budapest 2019 (Varia archaeologica Hungarica)